# Vespasiano
Vespasiano är en stad och kommun i östra Brasilien och ligger i delstaten Minas Gerais. Den är en förort till Belo Horizonte, och folkmängden i kommunen uppgick år 2014 till cirka 117 000 invånare.